# Площадь Сен-Мишель
Площадь Сен-Мишель (фр. place Saint-Michel) — площадь в Париже. Расположена в Латинском квартале, между 5-м и 6-м округами Парижа. Была заложена в 1855 году, при прокладке одноимённого бульвара.
Знаменита фонтаном Святого Михаила (Сен-Мишель), построенным французским архитектором Габриэлем Давиу в 1855 году. Первоначально фонтан намеревались посвятить Наполеону Бонапарту, но, в конце концов, победило нынешнее название. Сооружение украшено двумя драконами, изрыгающими потоки воды в чашу фонтана.
В непосредственной близости от площади находится ряд достопримечательностей, включая памятники острова Сите, в том числе Дворец правосудия. С островом Сите площадь соединяет мост Сен-Мишель.

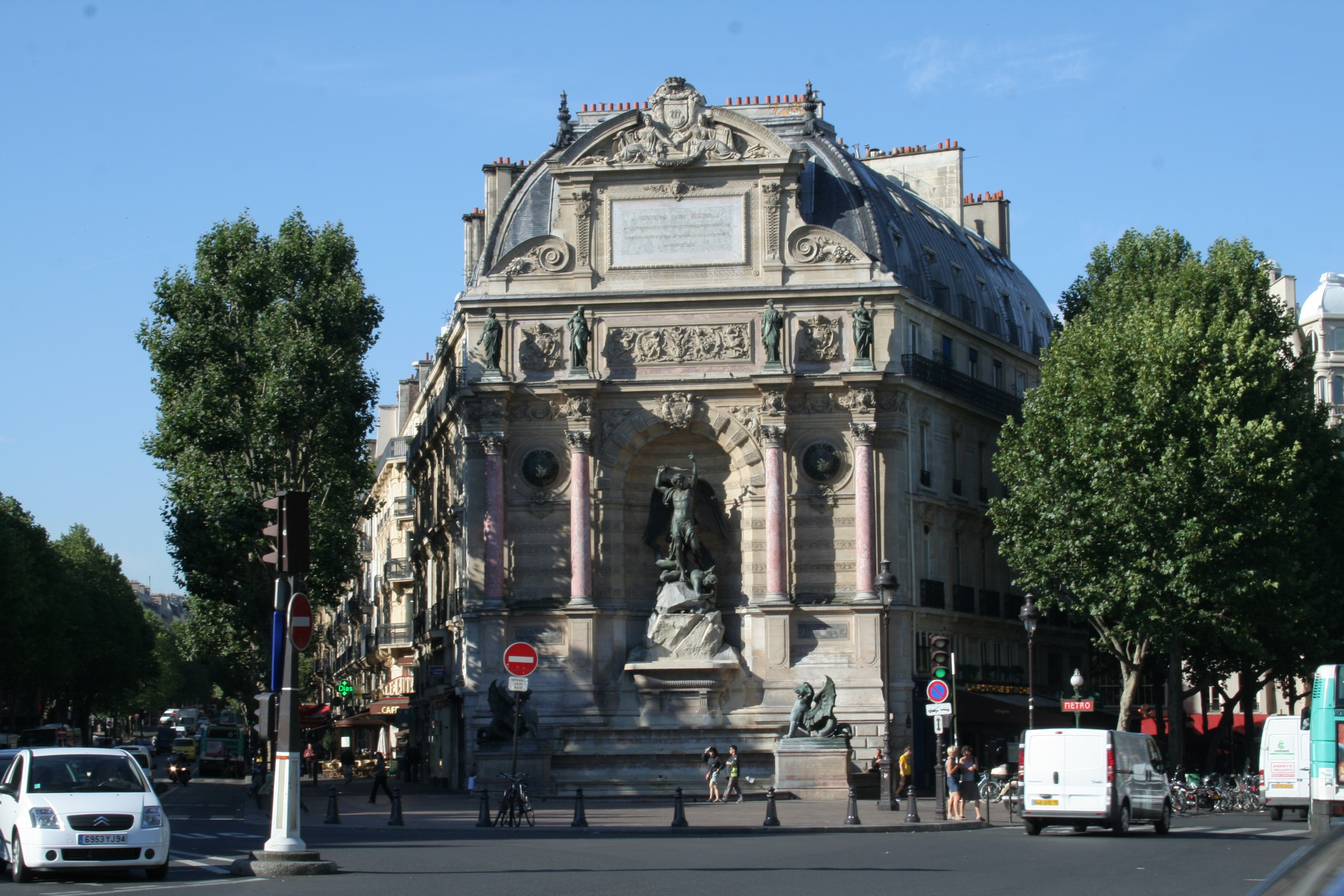
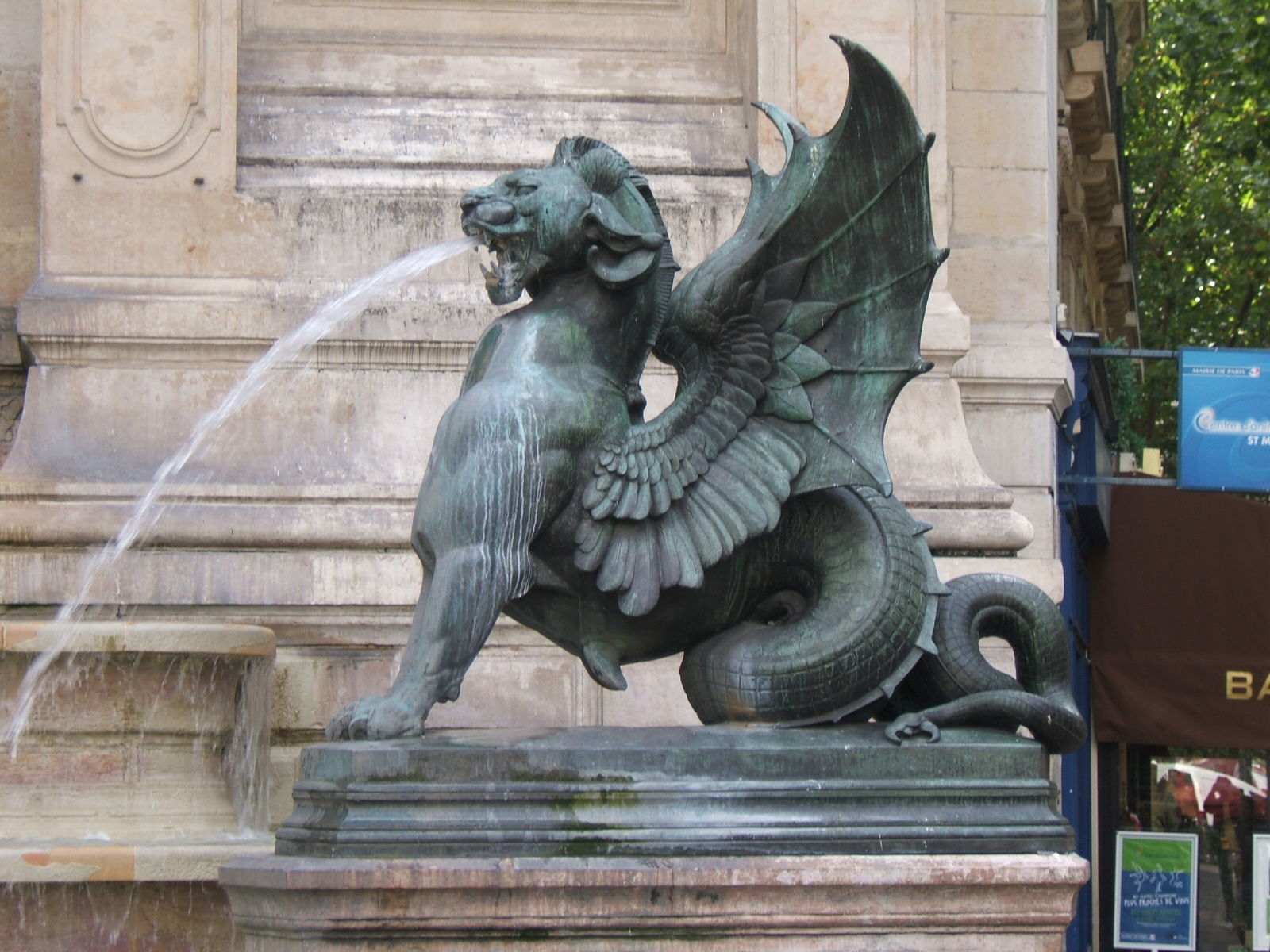
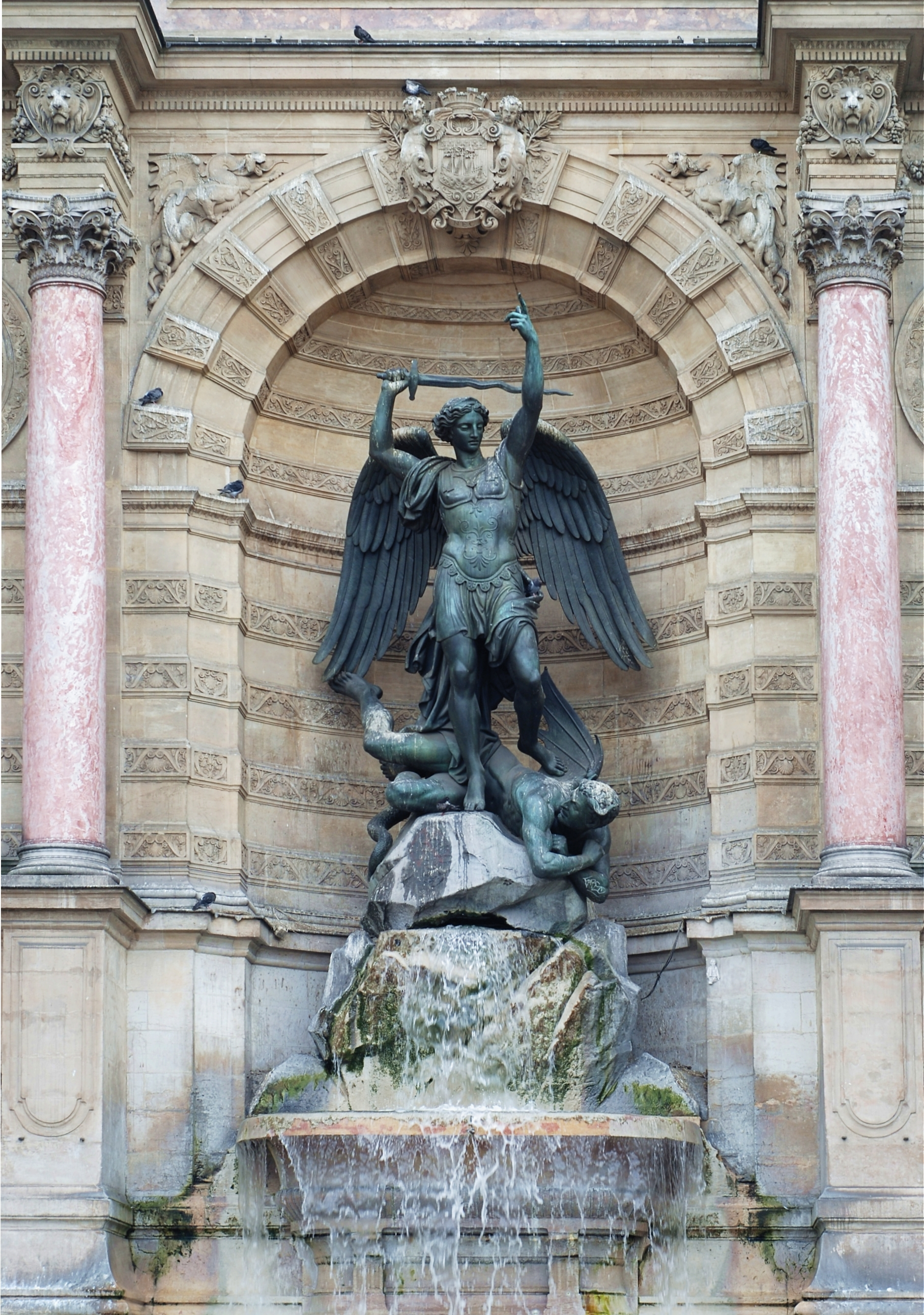

Виды фонтана Сен-Мишель